# Offizieller (Eishockey)

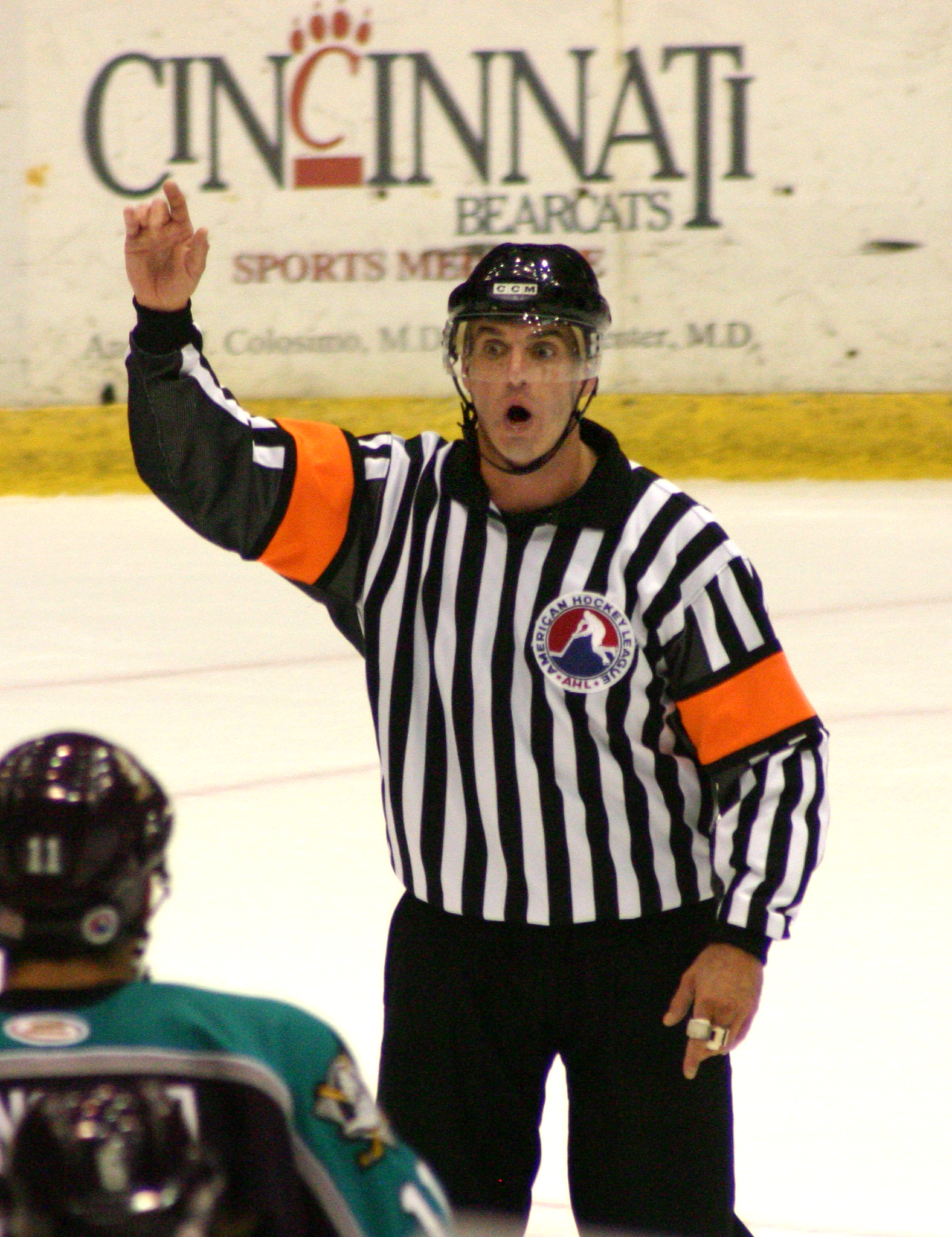
Hauptschiedsrichter in der AHL

Die Offiziellen sorgen beim Eishockey für den ordnungsgemäßen und regelkonformen Ablauf des Spiels beziehungsweise des Turniers. Dabei umfasst der Begriff „Offizieller“ einerseits die auf dem Eis befindlichen Schiedsrichter, die sogenannten „Spiel-Offiziellen“, und andererseits die so genannten „Off-Ice-Offiziellen“, aus welchen sich das Kampfgericht zusammensetzt.

## Spiel-Offizielle
International üblich war über viele Jahre das Spiel mit drei Spiel-Offiziellen, darunter einem Hauptschiedsrichter, erkennbar an roten oder orangefarbenen, 8 cm breiten Armbändern am oberen Teil der Ärmel, sowie zwei Linienrichtern. In einigen Verbänden wurde jedoch auch mit zwei Schiedsrichtern gespielt, die beide die Funktion des Hauptschiedsrichters übernahmen. In der National Hockey League hingegen findet ein System mit zwei Hauptschiedsrichtern und zwei Linienrichtern Anwendung. Auch die IIHF übernahm dieses System, das in den 2000er Jahren auch in mehreren europäischen Ligen wie der DEL oder der Österreichischen Eishockey-Liga eingeführt wurde. Allerdings scheiterte die vollständige (weltweite) Umstellung in vielen Ländern an der Anzahl der verfügbaren Hauptschiedsrichter.

### Hauptschiedsrichter
Der Hauptschiedsrichter ist für die Gesamtleitung des Spiels zuständig und entscheidet bei Meinungsverschiedenheiten zwischen den Offiziellen. Die Anerkennung von Toren und das Verhängen von Strafen ist ihm vorbehalten, wobei er von den Linienrichtern beraten werden kann.

### Linienrichter
Die Linienrichter sind vor allem für Abseitsentscheidungen beziehungsweise Icing-Situationen zuständig. Zudem führen sie in der Regel die Bullys durch. Im Gegensatz zu anderen Sportarten kann im Eishockey auch ein Linienrichter durch einen Pfiff das Spiel unterbrechen, wenn er bestimmte Regelverstöße feststellt. Sollte der Hauptschiedsrichter zum Zeitpunkt der Erzielung eines Tores nicht im Spieldrittel anwesend sein, kann außerdem auch der anwesende Linienrichter das Tor anerkennen.

### Besonderheiten in unterklassigen Ligen
In unterklassigen Ligen in Deutschland, beispielsweise im Bereich des Bayerischen Eissportverbandes, sowie in den zweit- bis viertklassigen Ligen der Schweiz wird teilweise nur mit zwei Spiel-Offiziellen gespielt. In diesem Fall haben beide Schiedsrichter die Rechte des Haupt- wie des Linienschiedsrichters.

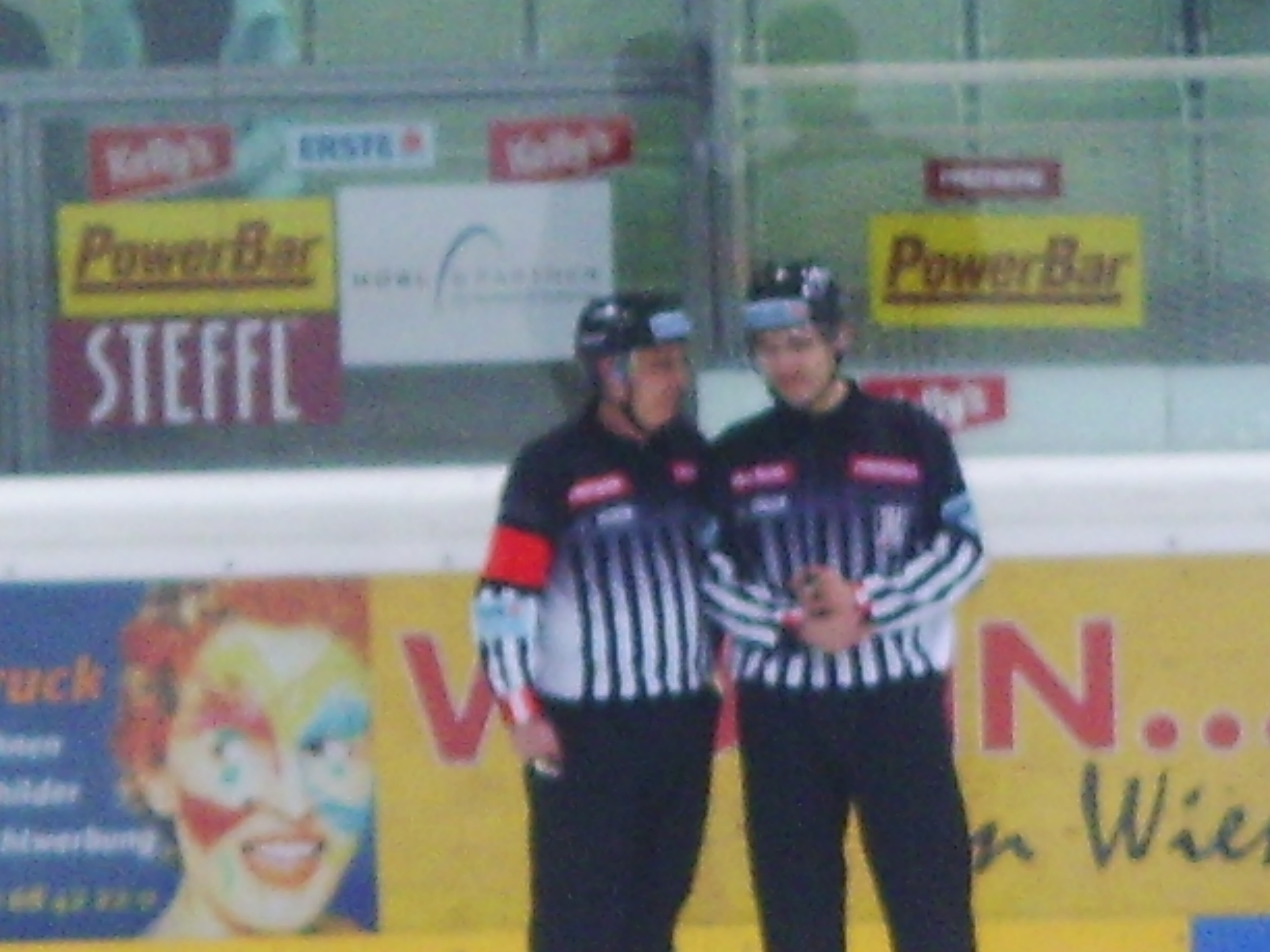
Eishockey-Schiedsrichter während des Kelly's All Star Games 2008

## Off-Ice-Offizielle
Das Schiedsrichtergespann wird vom Kampfgericht, das aus einem Spiel- und Strafzeitnehmern, zwei Strafbankbetreuern und dem Stadionsprecher besteht, unterstützt.
Seit der Saison 2004/05 können Spieler, Trainer oder sonstige auf der Spielerbank anwesende Personen bei bestimmten Regelverstößen gegenüber dem Kampfgericht mit Strafen belegt werden.
In internationalen Spielen werden außerdem noch weitere Off-Ice-Offizielle eingesetzt, darunter ein Torrichter, ein Video-Torrichter zur Kontrolle strittiger Torszenen und Punktrichter, die entscheiden, welchem Spieler ein Tor beziehungsweise ein Assist zugesprochen wird.

## Profischiedsrichter
Weltweit handelt es sich bei den meisten Eishockeyschiedsrichtern um Amateur-Schiedsrichter, die neben ihrer Tätigkeit auf dem Eis noch anderen Berufen nachgehen.
In Nordamerika werden in der National Hockey League hingegen bereits seit Jahren Profischiedsrichter eingesetzt, die auch in einer eigenen Interessenvertretung, der „National Hockey League Officials' Association“ organisiert sind. In der Deutschen Eishockey Liga gab es seit der Gründung 1994 mit Petr Chvatal einen ersten Profi-Schiedsrichter. Chvatal musste seine Karriere allerdings nach der Saison 2004/05 beenden, weil er die Altersgrenze erreicht hatte. Seit Ende Oktober 2005 hat die DEL mit dem US-Amerikaner Rick Looker, der schon bei diversen Weltmeisterschaften Spiele leitete, ihren ersten ausländischen Profischiedsrichter. Zur Saison 2006/07 wurde mit Frank Awizus ein zweiter Profischiedsrichter bestellt, es folgten Daniel Piechaczek Ende 2006 und Georg Jablukov im Januar 2008. Seit Januar 2011 zählt auch der ehemalige DEL-Spieler Lars Brüggemann zum Kreis der Profischiedsrichter in der DEL. Nachdem Georg Jablukov seine Schiedsrichter-Karriere im Jahr 2014 beendet hatte, erhielt Gordon Schukies einen Vertrag als DEL-Profischiedsrichter. Mit André Schrader und Patrick Laguzov (Darmstadt Dukes) wurden 2025 zwei Schiedsrichter aus Deutschland zur Eishockey-Weltmeisterschaft der Herren 2025 nominiert.
In der Schweizer National League A gibt es mit Brent Reiber, Danny Kurmann und Stéphane Rochette, Daniel Stricker, Stefan Eichmann und Didier Massy sechs Profischiedsrichter, welche zudem alle schon mehrmals bei einer A-Weltmeisterschaft eingesetzt wurden. Kurmann und Reiber kamen auch bei den Olympischen Spielen zum Einsatz.

## Bekannte Eishockey-Offizielle

### Europa
- René Fasel – heute IIHF-Präsident

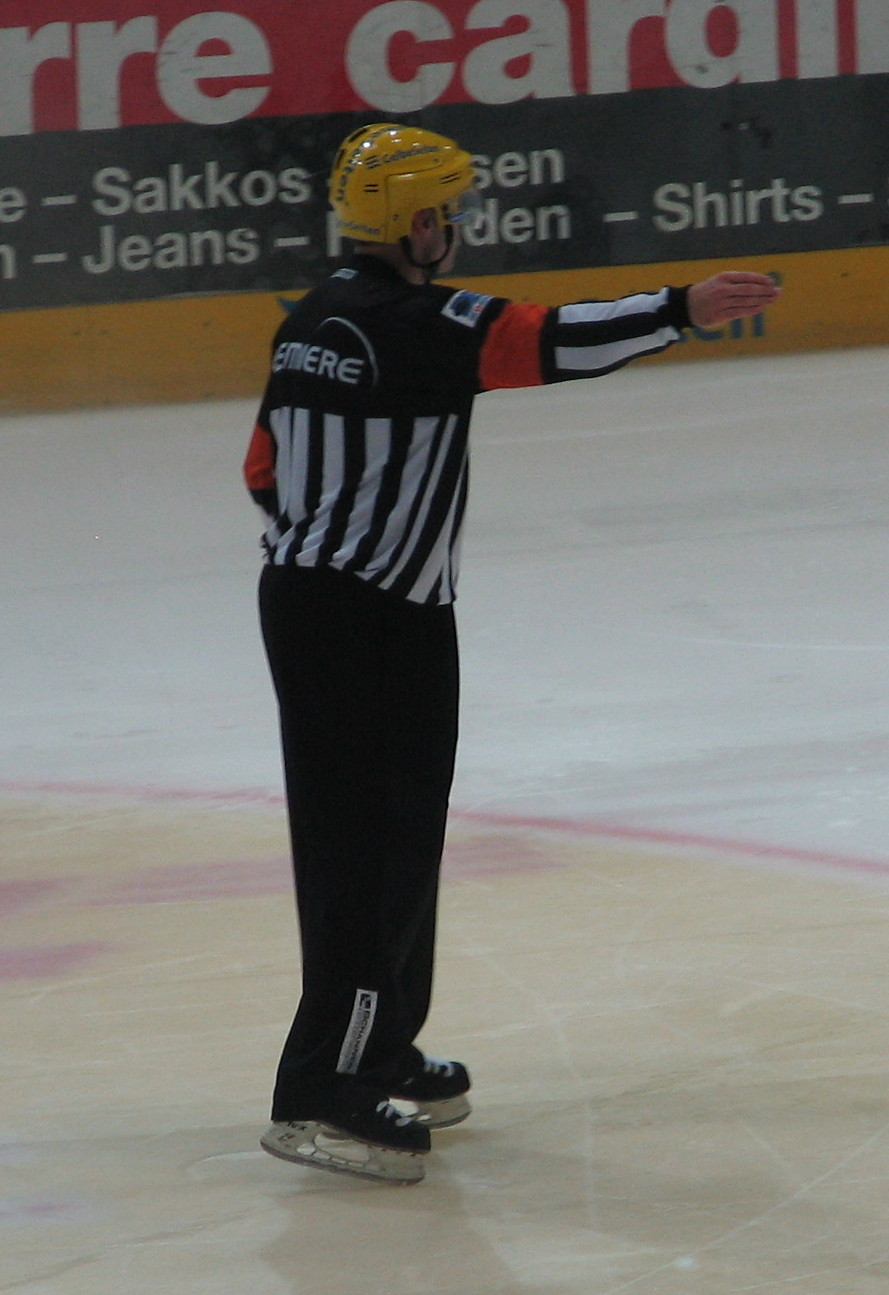
Rick Looker

- Danny Kurmann – Profi-Eishockeyschiedsrichter Schweiz
- Petr Chvatal – erster DEL-Profischiedsrichter
- Quido Adamec – tschechischer Schiedsrichter (seit 2005 Mitglied der IIHF Hall of Fame)
- Rick Looker – erster ausländischer DEL-Profischiedsrichter, Schiedsrichter bei Weltmeisterschaften und Olympischen Spielen
- Josef Kompalla – seit 2003 Mitglied der IIHF Hall of Fame.
- Gerd Lichtnecker – Schiedsrichter Obmann des DEB, vormals DEL- und IIHF-Schiedsrichter
- Bernd Schnieder – Mitglied Hall of Fame Deutschland, Nachwuchschef der Iserlohn Young Roosters seit 2006
- Brent Reiber – ehemaliger Profi-Eishockeyschiedsrichter Schweiz
- Daniel Stricker – Profi-Eishockeyschiedsrichter Schweiz

### Nordamerika
In Nordamerika werden populäre Schiedsrichter und Linesmen, die durch konstant gute Leistungen auffallen, mit der Aufnahme in die Hockey Hall of Fame geehrt. Das betraf bislang folgende Referees:
- Neil P. Armstrong
- John G. Ashley
- Bill Chadwick
- John D’Amico
- E. S. „Chaucer“ Elliott
- George Hayes
- Bobby Hewitson
- Mickey Ion
- Matt Pavelich
- Mike Rodden
- Ray Scapinello
- Cooper Smeaton
- Red Storey
- Frank Udvari
- Andy van Hellemond

## IIHF Referee Exchange Program
Am Schiedsrichter-Austauschprogramm der Internationalen Eishockey-Föderation IIHF nehmen seit der Saison 2004/05 die sieben besten europäischen Eishockey-Verbände teil. Jeder Verband nominiert seit der Saison 2007/08 drei – vorher jeweils zwei – seiner Schiedsrichter, die dann in den anderen Ligen Spiele leiten. Damit versucht der Eishockey-Weltverband die Regelauslegung in den Ligen zu vereinheitlichen. Zwei der teilnehmenden Schiedsrichter jedes Landes sollen innerhalb der Saison in jeder anderen Liga mindestens zwei Spiele pfeifen. Sie werden dabei von zwei einheimischen Linesmen unterstützt und von einem ebenfalls lokalen Beobachter bewertet. Der jeweils dritte Unparteiische wird nur ersatzweise eingesetzt.